# 북극해 메테인 방출

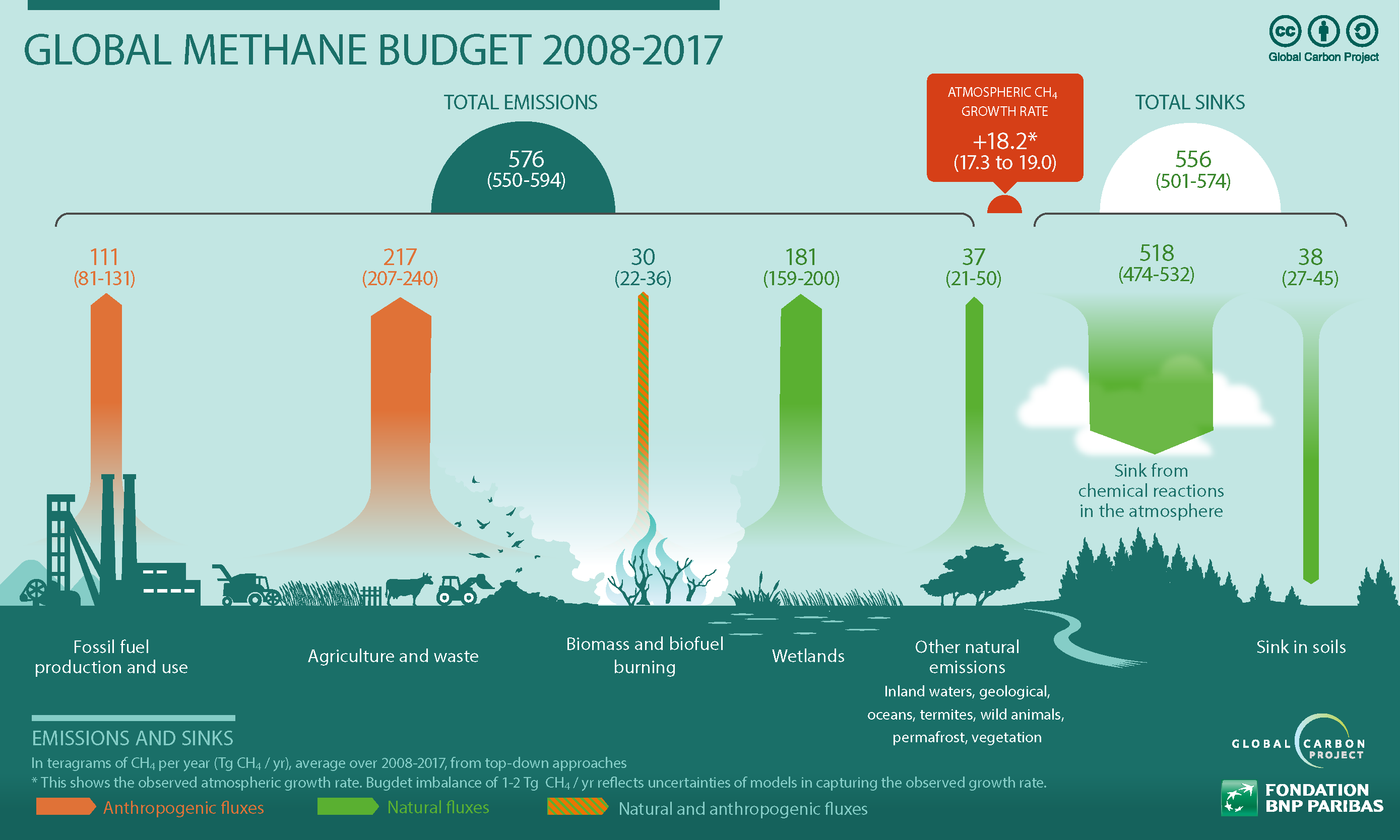
Global Carbon Project에 의한 2008년부터 2017년까지 지구상의 주요 메탄 발생원

북극해 메테인 방출(Arctic methane emissions)은 대기 중 메테인 농도 증가에 기여한다. 북극 지역은 온실 기체 메테인의 많은 천연 발생원 중 하나이지만, 오늘날에는 기후변화의 영향으로 인해 인간의 영향도 있다. 북극에서 인간이 영향을 미치는 주요 메테인 발생원은 영구동토층 해빙, 북극 해빙 용해, 포접 분해 및 그린란드 빙상 용해이다. 메테인은 강력한 온실가스이기 때문에 이러한 메테인 방출은 긍정적인 기후 변화 피드백(온난화를 증폭시키는 피드백을 의미)을 가져온다. 지구 온난화로 인해 영구 동토층이 녹으면 다량의 유기 물질이 메테인 생성에 이용될 수 있으며 따라서 메테인으로 방출될 수 있다.
2018년경부터 대기 중 메테인의 전 세계 수준은 지속적으로 증가해 왔다. 2020년에는 15.06ppb로 증가하여 1991년에 설정된 이전 기록 증가인 14.05ppb를 경신했으며, 2021년에는 훨씬 더 큰 증가인 18.34ppb를 기록했다. 그러나 현재 북극과 최근의 가속도를 연결하는 증거는 없다. 실제로 2021년 연구에 따르면 북극의 메테인 기여는 일반적으로 과대평가된 반면 열대 지역의 메테인 기여는 과소평가된 것으로 나타났다.
그럼에도 불구하고, 세계 메테인 추세에서 북극의 역할은 미래에 증가할 가능성이 매우 높은 것으로 간주된다. 온난화와 관련하여 2004년 이후 시베리아 영구 동토층에서 대기로의 메테인 배출이 증가했다는 증거가 있다.
2050년까지 CO2 배출을 완화하는 것(즉, 순배출 제로 도달)은 아마도 여름 북극해 빙하가 사라지는 것을 막기에는 충분하지 않을 것이다. 메테인 배출을 완화하는 것도 필요하며 이는 훨씬 더 짧은 기간에 걸쳐 수행되어야 한다. 이러한 완화 활동은 석유 및 가스, 폐기물, 농업 등 세 가지 주요 부문에서 수행되어야 한다. 이용 가능한 조치를 사용하면 2030년까지 전 세계적으로 연간 약 1억 8천만 톤 또는 현재(2021년) 배출량의 약 45%를 줄일 수 있다.

## 같이 보기
- 기후변화의 영향
- 이탄